# Prémio Internacional Fernando Gil em Filosofia da Ciência
O Prémio Internacional Fernando Gil em Filosofia da Ciência é uma iniciativa conjunta do governo português, representado pela Fundação para a Ciência e a Tecnologia (FCT), e da Fundação Calouste Gulbenkian (FCG), em homenagem à vida e obra do filósofo português Fernando Gil.
Este prémio é atribuído desde 2010 e pretende distinguir uma obra de qualidade excecional no domínio da Filosofia da Ciência, produzida por um autor de qualquer nacionalidade ou afiliação profissional e, publicada durante os cinco anos anteriores àquela edição. Inicialmente, em 2010 e 2011, o Prémio Internacional Fernando Gil foi atribuído anualmente, mas passou a ser entregue de dois em dois anos, em Lisboa.
Considerando que a Filosofia da Ciência abrange quer o conhecimento epistemológico geral quer os problemas relativos a áreas científicas específicas, são aceites trabalhos dos vários domínios da ciência: matemática, ciência da computação, medicina, economia e ciências sociais, bem como as ciências naturais como física, química e biologia.

## Histórico de vencedores do Prémio Fernando Gil em Filosofia da Ciência
- [1]Edição 2017 (em curso, a decorrer o prazo para o envio de nomeações)
- [2]Edição 2015: Michael Friedman,[3] United States
- [4]Edição 2013: Hasok Chang,[5] United Kingdom
- [6]Edição 2011: Niccolò Guicciardini,[7] Italy
- [8]Edição 2010: Ladislav Kvasz,[9] Slovakia

## Ligações Externas
- «Site oficial»
- «FCG - Fundação Calouste Gulbenkian»
- «FCT - Fundação para a Ciência e a Tecnologia»